# New Road Team
New Road Team – nepalski klub piłkarski z siedzibą w mieście Katmandu. Drużyna swoje mecze rozgrywa na stadionie Dasarath Rangasala. 

## Sukcesy
- Mistrzostwo Nepalu: 4 razy

1960/61, 1962/63, 1978, 1995
- Puchar Ligi Nepalskiej: 1 raz

1985